# 田中哲司
田中哲司（日语：／ Tanaka Tetsushi，1966年2月18日—），日本男演員，三重縣鈴鹿市出身。其妻為演員仲間由紀惠。

## 生平
田中哲司1984年於海星高等學校畢業後，前往東京就讀職業學校音響系。打工時，受到當時就讀大學的同事之影響，對大學的生活產生憧憬而決定報考大學。其後，自日本大學藝術學院戲劇系畢業。
進入藝能界初期，以舞台劇等劇場的演出為主，包括演出現任日本大學客座教授串田和美及知名演員岩了等人執導的舞台劇。2005年，登上日本新國立劇場演出《城》，為戲劇生涯初主演，期間參與多個藝術路線的演出作品。
其後，演出多部電視劇和電影，多飾演主管及硬派人物。

## 人物
- 老家從事園藝業，田中最大的興趣為園藝。在自己家中亦種植許多植物，對此方面的知識甚為豐富，和共演者經常談論相關話題[2]。
- 藝能界好友為小林薰及同經紀公司的光石研。

## 感情生活
2003年，田中因拍攝電視劇《顏》和演員仲間由紀惠相識。2007年，再度合作《女子刑事》時傳出戀情，翌年交往。2013年，田中向仲間求婚。2014年9月，兩人向雙方親友及經紀公司告知結婚一事，9月18日，雙方經紀公司向媒體傳真發表婚訊。

## 演出作品

### 電視劇
- ぽっかぽか（1994年，TBS電視台「愛の劇場」）
- 世界奇妙物語（富士電視台）
  - 春の特別編「怪我」（1996年）
  - 春の特別編「扉の先」（1997年）
  - 秋の特別編「女は死んでいない」（1997年）
  - 世界奇妙物語 15周年特別篇「リプレイ」（2006年）
- 超光戦士シャンゼリオン 第3話「花嫁ゾロゾロ」（1996年，東京電視台） - ハンカチの青年 / 闇生物ジャトゥー（聲音出演）
- 大搜查線 第4話（1997年，富士電視台）
- 金曜エンタテイメント（富士電視台）
  - 「赤い霊柩車7」（1997年） - 沢山伸也
  - 「ツインズな探偵3」（2003年）
  - 「毛骨悚然撞鬼經驗」SP（2003年）-「真夜中の徘徊者」
- 恋，した 第14話（1997年，東京電視台）
- QUIZ（2000年，TBS電視台）
- 喪服のランデヴー（2000年，NHK電視台「ドラマDモード」）
- 愛は正義（2001年，朝日電視台）
- 正義代書戰士 第9話（2001年，富士電視台） - 瀬古井克明
- 週一推理劇場（TBS電視台）
  - 「税務調査官窓際太郎の事件簿7」（2001年6月11日）
  - 「示談交渉人甚内たま子裏ファイル2」（2002年6月24日）
  - 「横山秀夫サスペンス 密室の抜け穴」（2003年5月5日） - 松田秀行
  - 「税務調査官・窓際太郎の事件簿10」（2003年5月19日） - 高砂英二
  - 「囚人のジレンマ」（2004年9月13日）
- 女と愛とミステリー（東京電視台）
  - 「事件記者 浦上伸介 雨の旅 角館の殺人」（2001年9月16日）
  - 「いなか刑事・伊原泰三の退職捜査日誌」（2001年5月30日）
  - 「招かざる客」（2001年）
  - 「特捜刑事・遠山怜子」（2003年11月19日）
  - 「日本一周「旅号」殺人事件」（2003年4月23日）
- カノン（2002年1月2日，WOWOW）
- 三匹が斬る! 第10話（2002年，朝日電視台）
- 私立探偵濱マイク 第7話（2002年，讀賣電視台）
- 天體觀測（2002年，關西電視台）
- Pな彼女「はたらきモン!」（2002年，BS-i）
- 末っ子長男姉三人（2003年，TBS電視台） - 高木勝
- 伝説のマダム 第7話（2003年，讀賣電視台）
- 毛骨悚然撞鬼經驗 第1季（2004年，富士電視台）-「死ねばよかったのに」主演
- 土曜ワイド劇場（朝日電視台）
  - 「家政婦は見た!22」（2004年）
  - 「交渉人」（2005年）
- 顏（日语：顔 (2003年のテレビドラマ)）（2003年，富士電視台） - 小松浩二
- 冗談でしょッ!離婚予定日（2004年，中部日本放送「ドラマ30」） - 鮎川秀行
- 大河劇（NHK）
  - 新選組！ 第31・32・37・45・46話（2004年） - 松本良順
  - 龍馬傳（2010年） - 德川慶喜
  - 軍師官兵衛（2014年1月 - ） - 荒木村重
- 結婚のカタチ（2004年，NHK）
- ナニワ金融道6（2005年，富士電視台） - 佐佐木一馬
- 社長をだせ! 実録・クレーマーとの死闘を制した女（2005年，讀賣電視台）
- 海猿 UMIZARU EVOLUTION 第9話（2005年，富士電視台） - 板東茂
- ママ!アイラブユー（2005年，中部日本放送「ドラマ30」） - 国本憲子
- 水曜推理劇場9（東京電視台）
  - 「エド・マクベイン 殺意」（2005年9月14日） - 綿貫徹也
  - 「エド・マクベイン 顔のない女」（2007年1月17日） - 綿貫徹也
  - 「松本清張特別企画・鉢植を買う女」（2011年11月9日） - 杉浦淳一
  - 「逆光 保護司・笹本邦明の奔走」（2014年1月29日） - 石出誠
  - 「横山秀夫特別企画 永遠の時効」（2014年6月25日） - 朽木泰正
- 松本清張 けものみち（2006年，朝日電視台） - 成沢寛次
- 時效警察 第3話（2006年，朝日電視台） - 藤沢郁也
- 僕たちの戦争（2006年，TBS電視台） - 田淵中尉
- 震度0（2007年，WOWOW）
- 她的秘密花園（2007年，關西電視台） - 田丸慎一
- ハッピィ★ボーイズ（2007年，東京電視台）- 片ノ坂徹
- 生徒諸君!（2007年，朝日電視台） - 三井恭平
- 女子刑事（日语：ジョシデカ!-女子刑事-）（2007年，TBS電視台） - 柳田隆弘
- 人生補時 第2話（2008年2月2日，富士電視台） - 遠藤警部
- 週刊真木よう子 第1話「ねぎぼうず」（2008年，東京電視台） - 松島
- 刑事の現場 第1話（2008年3月1日，NHK総合「土曜ドラマ」）
- Last Friends（2008年4月 - 6月，富士電視台） - 林田一巳
- 熱血律師 第3話（2008年，日本電視台）  - 大沢寛文
- BLOODY MONDAY （2008年，TBS電視台）  - 高木竜之介
- 風のガーデン（2008年，富士電視台） - 海野・東京地検検事
- 星新一ショートショート「地球から来た男」（2008年，NHK）  - 地球から来た男
- そうか，もう君はいないのか（2009年，TBS電視台） - 杉浦有一
- 妄想姉妹〜文學という名のもとに〜（2009年，日本電視台） - 市川草太郎
- 白洲次郎（2009年3月，NHK） - 河上徹太郎
- ぼくの妹（2009年，TBS電視台）  - 瀬川鉄也
- 電視審判秀（2009年4月 - 6月，日本電視台） - 米倉信三
- サマヨイザクラ（2009年5月30日，富士電視台「土曜プレミアム」） - 平松泰久
- 怨み屋本舗REBOOT （2009年7月3日 - 9月25日，東京電視台） - 城島進一
- 任侠ヘルパー （2009年7月 - 9月，富士電視台） - 久米武雄
- 気骨の判決（2009年8月16日，NHK）
- Real Clothes（2009年10月 - 12月，關西電視台） - 尾崎
- アンタッチャブル〜事件記者・鳴海遼子〜（2009年，ABC・朝日電視台） - 樫村秀昭
- 湯けむりスナイパー 正月SP（2010年1月2日，東京電視台）
- 君たちに明日はない（2010年1月23日，NHK「土曜ドラマ」）- 石井製作人
- 相棒 Season8 第14話（2010年2月3日，朝日電視台） - 江嶋充
- 正義代書戰士 第7話（2010年2月28日，TBS電視台） - 瀬古井
- 素直になれなくて（2010年4月 - 6月，富士電視台） - 峰原隆
- 熱海の捜査官（2010年，朝日電視台） - 坂善正道
- 逃亡弁護士 第10話（2010年9月7日，關西電視台） - 大沢敏雄
- 超能力事件簿（2010年10月 - 12月，TBS電視台） - 冷泉俊明 
  - 超能力事件簿〜翔〜（2012年4月1日）
- てのひらのメモ（2010年10月23日，NHK） - 仲里裁判長
- 外交官 黑田康作（2011年1月 - 3月，富士電視台） - 新居田一彦
- 東野圭吾3週連續SP「回廊亭殺人事件」 （2011年6月24日，富士電視台） - 一ヶ原直之
- 華和家四姊妹（2011年7月 - 9月，TBS電視台） - 山根克彦
- ラストマネー -愛の値段-（2011年9月 - 10月，NHK「ドラマ10」） - 横村一樹
- 深夜食堂 第2季 第17話 (2011年11月25日、MBS） - 野瀬信二
- 妖怪人間ベム 第6話（2011年11月26日，日本電視台） - 大久保一
- 開拓者們（2012年1月1日 - 1月22日，NHK BS Premium） - 大野清助
- 贖罪（2012年1月 - 2月，WOWOW） - 足立敏郎
- 神聖怪物們（2012年1月 - 3月，朝日電視台） - 本間篤志
- もしも明日…「家族が失業したら」（2012年3月17日，NHK） - 失業する夫・武内孝浩
- 向田邦子イノセント 第2話「きんぎょの夢」（2012年3月31日，WOWOW） - 殿村
- 3夜連續SP・ブラックボード〜時代と戦った教師たち〜 第2夜（2012年4月6日，TBS電視台） - 福原繁
- 超智神探ATARU（2012年4月 - 6月，TBS電視台） - 渥見怜志
- 罪と罰 A Falsified Romance（2012年4月 - 6月，WOWOW） - 首藤魁
- 宮部美幸・4週連續 “極上”推理 最終夜 Level 7（2012年5月28日，TBS電視台） - 真行寺義男
- 遺留搜查 第2季 第1話─第5話（2012年7月 - 9月，朝日電視台） - 長瀬清文
- シングルマザーズ（2012年10月 - 12月，NHK） - 青山信樹
- 我的學生是惡夢 第6話（2012年11月17日，日本電視台） - 春山元司
- 夜行觀覽車（2013年1月 - 3月，TBS電視台） - 高橋弘幸
- ST 警視廳科學特搜班（2013年4月10日，日本電視台） - 菊川吾郎 
  - ST 紅與白的搜查檔案（2014年7月 - 9月）
- 白雲階梯 第3話（2013年5月1日，日本電視台） - 山中孝志
- 破案蜥蜴 （2013年5月9日 - 6月20日，TBS電視台） - 篠崎肇
- オリンピックの身代金（2013年11月30日・12月1日，朝日電視台） - 北野
- 女王偵訊室（2014年1月 - 3月，朝日電視台） - 梶山勝利
- 松本清張SP・三億圓事件（2014年1月19日，朝日電視台） - 戸田雄一
- ビター・ブラッド（2014年4月 - 6月，富士電視台） - 古雅久志
- 永遠の時効（2014年6月25日，東京電視台） - 朽木泰正
- おやじの背中 第8話「駄菓子」（2014年8月31日，TBS電視台） - 春部利一
- ママとパパが生きる理由。（2014年，TBS） - 野村和樹
- 影子寫手（2015年1月 - 3月，富士電視台） - 神崎雄司
- 脫黑～不再當黑社會～（2015年4月 - 6月，TBS電視台） - 石山博文
- Love Song（2016年4月 - 6月，富士電視台） - 増村泰造
- CRISIS 公安機動搜查隊特搜班 (2017年4月11日-2017年6月13日，關西電視台) - 吉永三成
- 女王偵訊室 第2季（2017年4月20日 - 6月15日，朝日電視台） - 梶山勝利
- デッドストック～未知への挑戦～ (2017年7月21日-2017年9月29日，東京電視台) - 佐山暁
- 新宿SEVEN (2017年10月 - 12月，東京電視台) - 近藤昭人
- BG～身邊警護人～ 第2話（2018年1月25日，朝日電視台） - 行永辰夫
- WOWOW映画の日特別ドラマ「NO MOVIE,NO LIFE」第2幕（2018年3月10日，WOWOW）‐ 澤谷雄三
- あなたには渡さない（2018年10月 - 12月，朝日電視台） - 笠井芯太郎
- マリオ〜AIのゆくえ〜（2018年10月13日，NHK） - 時枝悟
- 東野圭吾 信（2018年12月19日，東京電視台） - 緒方忠夫
- 水果宅配便 第7話 - （2019年2月23日 - 3月，東京電視台） - 沢田宗徳
- NHK晨間劇
  - 萬福（2018年10月 - 2019年3月） - 猿渡鎌作
  - 爛漫（2023年4月3日 - ） - 德永政市
- 兩個祖國（2019年3月23日・24日，東京電視台） - オーソン相川
- 緊急審訊室第3季（2019年4月11日－2019年6月20日，朝日電視台） - 梶山勝利
- 輪到你了-反撃編-（2019年6月30日 - 9月8日，朝日電視台） - 南雅和
- 安寧之刻～道（2019年11月 - 、朝日電視台） - 根来剛
- 明子的鋼琴Akiko's Piano（2020年8月15日，NHK BS） - 河本源吉
- 反正都快死了（2020年8月23日 - 9月20日，NHK BS） - 黒井和夫
- 35歳的少女（2020年10月10日 - 12月12日，日本電視台） - 今村進次
- 星星與檸檬的房間（2021年3月19日，NHK）- 涼之父
- 空中女郎（2021年3月20日，朝日電視台） - 柳沢誠二
- Signal 長期未解決事件搜查班 特別篇（2021年3月30日，富士電視台） - 山崎聰史
- 真兇標籤（2021年10月10日 - 2022年3月13日，日本電視台） - 河村俊夫
- 緊急審訊室特別召集2022八億日元的壓歲錢（2022年1月3日，朝日電視台） - 梶山勝利
- 隔壁的阿力（2022年1月20日 - 3月31日，朝日電視台）- 貓/旁白（聲之演出）
- 石子與羽男：這種事能告嗎？ 第5話 - 最終話（2022年8月12日 - 9月16日，TBS）- 御子神慶
- 尤莉亞老師的紅線（2023年10月19日 - 12月14日，朝日電視台）- 伊澤吾良
- 青春的懊悔YUMING STORIES 第3話「春よ、来い」（2024年3月18日 - 21日，NHK綜合頻道） - 衣笠充流[6]
- 以一切活着的人的名義（2024年5月6日，東京電視台） - 小宮滝人[7]
- Believe－為你架起的橋樑－ 第4話 - 第6話・最終話（2024年5月16日 - 5月30日・6月20日，朝日電視台）- 半田豐
- 海的開始 第8話（2024年8月19日，富士電視台）- 溝江基春
- 宇宙漂浮教室（2024年10月8日 - 12月10日 ，NHK）- 木内泉水
- 愛在黑暗中（2025年4月16日 - 6月18日，日本電視台） 飾演 野田昇太郎[8]

### 網絡劇
- 新聞記者（2022年1月13日 - ，Netflix） - 多田智也

### 電影
- あばれブン屋（1998年）
- ひまわり（2000年） - 高橋宗次
- カオス（2000年）
- 贅沢な骨（2001年）
- ホタル（2001年）
- 突入せよ! あさま山荘事件（2002年） - 課長
- 新仁義なき戦い／謀殺（2002年）
- ゲロッパ!（2003年） - 村山
- アイノカラダ（2003年） - 杉本
- 花よりもなほ（2003年） - 横川勘平
- 鬼來電（2004年） - 刑警
- この世の外へ クラブ進駐軍（2003年）
- 海猿（2004年） - 板東茂
- 69 sixty nine（2004年）
- 夢の中へ（2005年） - 主演・鈴木ムツゴロウ
- バースデー・ウェディング（2005年）
- スクラップ・ヘブン（2005年）
- ニューハーフダンク（2005年） - 主演
- まだまだあぶない刑事（2005年） - 尾藤竜次
- ベロニカは死ぬことにした（2005年） - 醫師
- 水の花（2005年） - 圭介
- いちばんきれいな水（2006年） - 谷村薫
- 嫌豬手事件簿（2007年） - 浜田明
- 魂萌え!（2006年） - 関口彰之
- エクステ（2007年）
- ドルフィンブルー フジ，もういちど宙へ（2007年） - 須藤勇治
- 遠くの空に消えた（2007年）- トバ
- クローズド・ノート（2007年）- 鹿島
- 魁!!男塾（2008年） - 赤石剛次
- 歓喜の歌（2008年）- 北澤直樹
- 死神的精確度（2008年） - ヤクザ
- 咕咕貓（2008年） - 編集長・近藤
- 夢想起飛：菜鳥空姐的處女航（2008年） - ライン整備士・小泉賢吾
- 魔法使的條件（2008年） - 原誠一郎
- 蝸牛食堂（2010年）- ネオコン
- 死刑台のエレベーター（2010年）- 泉仙一
- 白夜行（2011年）- 松浦勇
- 第八日的蟬（2011年） - 秋山丈博
- スイッチを押すとき（2011年） - 丸山孝治
- いわさきちひろ 〜27歳の旅立ち〜（2012年） - 松本善明 （聲音演出）
- アウトレイジ ビヨンド（2012年） - 舟木
- 希望の国（2012年） - 海辺の父親
- 殺人草莓夜（2013年） - 長岡征治
- 真夏方程式（2013年） - 柄崎敬一
- ATARU THE FIRST LOVE & THE LAST KILL（2013年） - 渥見怜志
- 我的意外爸爸（2013年）
- SPEC～翔～（2013年，東宝） - 冷泉俊明
- 愛の渦（2014年）
- 我的學生是惡夢（2014年）　- 春山元治
- 新聞記者（2019年）- 多田智也
- 彼女（2021年，Netflix）- 秋葉義男
- 新超人力霸王（2022年，東宝、圓谷、khara）- 宗像龍彦
- 緊急審訊室 THE FINAL（2023年，東寶）- 梶山勝利

### 舞台劇
- 哈姆雷特（1995年）
- Warehouse（1996・1997年）
- 仲夏夜之夢（1996年） 倫敦公演
- 1996・待つ（1996年）
- セルロイド・レストラン（1996年）
- NINAGAWAマクベス（1997年）
- セカンド・ハンド（1997年）
- 煽動する女（1997年）
- 春のめざめ（1998年、tpt）
- 愛的勝利（1999年、tpt）
- 僕の美しい人だから（1998年）
- 馬克白（1999年）
- 等待果陀（2000年）
- VOYAGE〜船上の謝肉祭〜（2000年）
- OUT（2000年）
- 欲望號街車（2001・2003年）
- 咆哮山莊（2002年）
- 動物園物語（2002年）
- 時間ト部屋（2003年）
- ワニを素手でつかまえる方法（2004年）
- 溺れた世界（2004年）
- 城（2005年）
- 労働者M（2006年）
- ビューティー・クイーン・オブ・リナーン（2007-2008年）
- SISTERS（2008年）
- パイパー（2009年）
- ザ・キャラクター（2010年）
- 浮標（2011・2012年、葛河思潮社）
- 港町純情オセロ（2011年、劇団新感線）
- 断色（2013年、いのうえひでのり演出）
- 冒した者（2013年、葛河思潮社）
- 背信（2014年9月、葛河思潮社）[9]

## 廣告
- TOYOTAHome（2004 - 2006年）
- アサヒビール「贅沢日和」（2007年）
- NTT東日本「少年と父編」（2009年）
- インテル（2010年）
- 旭化成
- 大塚製薬「SOYSH」（2011年）
- ボス レインボーマウンテンブレンド「医師編」（2012年）
- ネクスティア生命保険「先輩と後輩 新婚編」「先輩と後輩 子ども編」（2012年）
- メルセデス・ベンツ日本「The New E-Class レーダーセーフティパッケージ」（2012年）

## 音樂錄影帶
- 〈新世紀のラブソング〉亞細亞功夫世代（2009年）

## 獲得獎項
- 2015年紀伊國屋演劇獎（日语：紀伊國屋演劇賞）個人獎

## 外部連結
- 田中哲司官方網站 （页面存档备份，存于）
- 田中哲司在互联网电影资料库（IMDb）上的資料（英文）